# Júlia (mare de Marc Antoni)
Júlia (en llatí Julia) va ser una dama romana. Formava part de la gens Júlia i era la filla de Luci Juli Cèsar i Fúlvia.
Es va casar amb Marc Antoni Crètic i, a la seva mort, amb Publi Corneli Lèntul Sura que va ser executat l'any 63 aC com a còmplice de Catilina. Amb Marc Antoni Crètic va tenir tres fills, Marc Antoni (el triumvir), Gai Antoni el Jove i Luci Antoni.
Plutarc la presenta com una matrona exemplar, i Ciceró diu que era femina lectissima (una dona molt llegida). Mentre el seu fill Marc Antoni estava assetjat a Mutina va exercir la seva influència i la de la família per evitar que el senat el declares fora de la llei. A la guerra de Perusa va fugir de Roma (41 aC), encara que Octavi la va tractar amb consideració, i es va reunir amb Sext Pompeu a Sicília, que la va enviar amb el seu fill a Grècia. A Atenes Júlia va aconseguir una reconciliació dels triumvirs i va retornar a Itàlia amb Marc Antoni l'any 39 aC i va estar probablement present al seu encontre amb Sext Pompeu a Misenum.